# AMI (piosenkarka)
AMI (Andreea Ioana Moldovan, ur. 28 września 1989) – rumuńska piosenkarka, autorka tekstów i kompozytorka. Pseudonim AMI to akronim powstały z pierwszych liter imion i nazwiska artystki. Zdobyła popularność dzięki singlowi „Trumpet Lights” z 2012 roku, wydanemu we współpracy z producentem Davidem Deejayem.

## Życiorys
AMI urodziła się 28 września 1989 roku w mieście Baia Mare. Zadebiutowała w wieku 3 lat, gdy rodzice dostrzegli jej talent muzyczny. Jej pierwszym sukcesem była główna nagroda na lokalnym festiwalu muzycznym za wykonanie utworu „Un actor”. Uczęszczała na kursy w Pałacu Dziecięcym w Baia Mare. Brała udział w licznych festiwalach krajowych i międzynarodowych. Przez 12 lat uczyła się także gry na skrzypcach.
W dwunastej klasie AMI przeprowadziła się do Bukaresztu. Po zdaniu egzaminu maturalnego podjęła studia na Wydziale Kompozycji Jazzowej i Muzyki Rozrywkowej Narodowego Uniwersytetu Muzycznego.
Od 2009 roku artystka działała w zespole chórków Pauli Seling, a w roku 2011 wzięła udział w pierwszej edycji konkursu talentów X Factor transmitowanego przez stację Antena 1.
Debiutancki singiel AMI, zatytułowany „Trumpet Lights”, powstały we współpracy z piosenkarzem i autorem tekstów Glancem, został wydany 27 sierpnia 2012 roku. Piosenka skomponowana przez Davida Deejaya zajęła 3. miejsce na liście Airplay 100 i została wykorzystana w teledysku przygotowanym przez DJ-a Valiego Bărbulescu i zespół VB Visuals.
We wrześniu 2013 roku AMI została zaproszona do zaśpiewania razem z raperem Grasu XXL utworu zatytułowanego „Deja Vu”. Utwór odniósł sukces, zajmując pierwsze miejsce na liście najczęściej granych piosenek w Rumunii. „Deja Vu” był dla artystki zarówno pierwszym singlem w języku rumuńskim, jak też oznaczał zmianę jej stylu muzycznego. Za ten singiel Grasu XXL i AMI zdobyli cztery nagrody na gali Media Music Awards we wrześniu 2014 roku.
AMI brała udział w kilku produkcjach typu reality show: w 2016 roku w programie Ferma vedetelor w stacji PRO TV, w 2019 roku w programie Exatlon România w stacji Kanal D România, a także w programie Sunt celebru, scoate-mă de aici! w stacji PRO TV w 2022 roku.
W 2019 roku AMI, Roxen, Theea Miculescu, Mihai Alexandru Bogdan oraz Viky Red stworzyli debiutancki singiel piosenkarki Roxen, zatytułowany „Ce-ți cântă dragostea”. Piosenka stała się hitem na początku 2020 roku, zajmując pierwsze miejsce na liście Airplay 100.
W 2020 roku AMI współpracowała z grupą B.U.G. Mafia przy utworze „8 zile din 7”, a także z piosenkarzami: Killa Fonic przy utworze „Antidotum”, Markiem Stamem przy utworze „Ca să fii fericit” i Florianem Rusem przy utworze „Regrette”. W grudniu 2020 roku AMI wygrała piętnastą edycję programu Te cunosc de undeva!, emitowanego przez stację Antena 1.
28 kwietnia 2021 roku piosenkarka wydała singiel „Enigma”, będący efektem współpracy z raperem Tatą Vladem z grupy B.U.G. Mafia. Utwór „Enigma” zajął 3. miejsce na liście Airplay 100, pozostając w pierwszej dziesiątce przez kolejne 12 tygodni.
W 2022 roku ukazał się singiel pod tytułem „Butterfly Dance”, powstały we współpracy z kompozytorem Sashą Lopezem.
6 października 2023 roku zaprezentowany został utwór „Nostalgia”, do którego muzykę skomponowali David Deejay i AMI, a tekst napisali AMI i Florian Rus.

## Dyskografia

### Single

#### Jako główny wykonawca
| Tytuł                                   | Rok  |
| --------------------------------------- | ---- |
| „Trumpet Lights” (wyk. Glance) YT       | 2012 |
| „Otra vez” YT                           | 2013 |
| „Playa en Costa Rica” YT                | 2014 |
| „Magical” YT                            | 2014 |
| „Somnu' nu mă ia” YT                    | 2015 |
| „Camina” YT                             | 2015 |
| „3 lucruri” (wyk. Grasu XXL) YT         | 2016 |
| „Te-aștept diseară” YT                  | 2016 |
| „Un actor” (wyk. What's UP) YT          | 2017 |
| „Mă omoară” YT                          | 2017 |
| „Indiferența ta” YT                     | 2017 |
| „Niște dragoste” YT                     | 2018 |
| „Hola!” YT                              | 2018 |
| „Tramvai” YT                            | 2019 |
| „Ora mea exactă” (The Session) YT       | 2019 |
| „Atât de fain” (The Session) YT         | 2019 |
| „Moș Crăciun” YT                        | 2019 |
| „Fotografii” YT                         | 2020 |
| „Regrete” (wyk. Florian Rus) YT         | 2020 |
| „Hallelujah” YT                         | 2020 |
| „Enigma” (wyk. Tata Vlad) YT            | 2021 |
| „O fată obișnuită” YT                   | 2021 |
| „Fluturi” YT                            | 2021 |
| „Dulce simfonie” YT                     | 2021 |
| „Butterfly Dance” (z Sashą Lopezem) YT  | 2022 |
| „Nostalgia” YT                          | 2023 |
| „Un deceniu de iubire” (The Session) YT | 2023 |
| „Ador, Ador” YT                         | 2024 |
| „UNDEVA” (z NOUĂ UNȘPE) YT              | 2024 |
| „INTERSTELAR” YT                        | 2024 |

#### Jako wykonawca gościnny
| Tytuł                                        | Rok  |
| -------------------------------------------- | ---- |
| „Magnetic” (David Deejay, wyk. AMI) YT       | 2012 |
| „Una serenada” (Mossano, wyk. AMI) YT        | 2012 |
| „Deja Vu” (Grasu XXL, wyk. AMI) YT           | 2013 |
| „I Promise You” (Mossano, wyk. AMI) YT       | 2014 |
| „4 camere” (DJ Project, wyk. AMI) YT         | 2019 |
| „Sunt bine” (Tostogan'S, wyk. AMI) YT        | 2019 |
| „Ca să fii fericit” (Mark Stam, wyk. AMI) YT | 2020 |
| „Antidot” (Killa Fonic, wyk. AMI) YT         | 2020 |
| „8 zile din 7” (B.U.G. Mafia, wyk. AMI) YT   | 2020 |
| „Să te întorci” (Majii, wyk. AMI) YT         | 2023 |

## Nagrody i nominacje
| Rok  | Konkurs               | Kategoria          | Nagrodzony tytuł                    | Wynik     |
| ---- | --------------------- | ------------------ | ----------------------------------- | --------- |
| 2013 | Romanian Music Awards | Best New Act       | „Trumpet Lights” (wyk.Glance)       | Nominacja |
| 2014 | Media Music Awards    | Best Featuring     | „Deja Vu” (Grasu XXL, wyk. AMI)     | Wygrana   |
| 2014 | Media Music Awards    | Best Hip Hop       | „Deja Vu” (Grasu XXL, wyk. AMI)     | Wygrana   |
| 2014 | Media Music Awards    | Best YouTube       | „Deja Vu” (Grasu XXL, wyk. AMI)     | Wygrana   |
| 2014 | Media Music Awards    | PRO FM Award       | „Deja Vu” (Grasu XXL, wyk. AMI)     | Wygrana   |
| 2014 | Romanian Music Awards | Best Dance         | „I Promise You” (Mossano, wyk. AMI) | Nominacja |
| 2014 | Romanian Music Awards | Best DJ            | „I Promise You” (Mossano, wyk. AMI) | Nominacja |
| 2021 | The Artist Awards     | Best Collaboration | „Enigma” (wyk. Tata Vlad)           | Nominacja |
| 2021 | The Artist Awards     | Best Video         | „Enigma” (wyk. Tata Vlad)           | Nominacja |